# جیم وارنی
جیمز آلبرت «جیم» وارنی جونیور (به انگلیسی: James Albert "Jim" Varney, Jr.) استندآپ کمدین، هنرپیشه، نوازنده، نویسنده، صداپیشه و کمدین آمریکایی بود. وی بیشتر به خاطر بازی در نقش ارنست پی. وارل در مجموعه فیلم‌های ارنست مشهور بود.

## زندگی شخصی
جیم وارنی در یک خانواده متوسط در کنتاکی بزرگ شد. او از کودکی به هنر و بازیگری علاقه داشت و در مدرسه و دانشگاه در نمایش‌های تئاتر شرکت می‌کرد.
او تحصیلات خود را در رشته تئاتر ادامه داد و پس از فارغ‌التحصیلی، به عنوان بازیگر تئاتر شروع به کار کرد.
وارنی در دهه ۱۹۸۰ با خلق شخصیت «ارنست پی. وورل» به شهرت رسید. این شخصیت یک مرد ساده‌لوح و خوش‌قلب بود که در تبلیغات تلویزیونی، فیلم‌ها و برنامه‌های کمدی ظاهر می‌شد.
شخصیت ارنست به قدری محبوب شد که وارنی در چندین فیلم سینمایی از جمله «ارنست به کمپ می‌رود» و «ارنست می‌ترسد» نقش آفرینی کرد.
زندگی خصوصی:
وارنی هرگز ازدواج نکرد و فرزندی نداشت. او بیشتر وقت خود را به کار و فعالیت‌های هنری اختصاص می‌داد.
او فردی معتقد به مسیحیت بود و در برخی مصاحبه‌ها درباره ایمان خود صحبت کرده بود.

میراث و تأثیر:
جیم وارنی به عنوان یکی از چهره‌های محبوب کمدی در دهه ۱۹۸۰ و ۱۹۹۰ به یادگار مانده است. شخصیت ارنست و صدای متمایز او هنوز هم در بین طرفدارانش محبوب است.
نقش او در «داستان اسباب‌بازی» به عنوان اسلینکی داگ نیز بخشی از میراث اوست که تا امروز ادامه دارد.
جیم وارنی با استعداد کمدی و صدای خاص خود، تأثیر ماندگاری بر صنعت سرگرمی گذاشت و به عنوان یکی از چهره‌های دوست‌داشتنی سینما و تلویزیون شناخته می‌شود.

## بیماری و درگذشت
در طول فیلمبرداری یک فیلم در سال ۱۹۹۸، وارنی دچار سرفه‌های شدیدی شد. ابتدا فکر می‌کرد که به خاطر آب و هوای منطقه سرما خورده‌است، اما بعد از مدتی وضع بدتر شد و سرفه‌های خونی به سراغش آمد. پس از اتمام فیلم، او به پیش دکتر رفت و متوجه شد که مبتلا به بیماری سرطان ریه است. او شدیداً سیگاری بود. او به تنسی رفت و شیمی‌درمانی را آغاز کرد. وی در ۱۰ فوریه ۲۰۰۰ در خانه‌ای در ایالت تنسی درگذشت. پیکر وی در زادگاهش دفن شد.

## فیلم‌شناسی
- دکتر اتو و معمای گلوم بیم
- ارنست به کمپ می‌رود
- ارنست کریسمس را نجات می‌دهد
- ارنست به زندان می‌رود
- ترس احمقانه ارنست
- ارنست دوباره می‌راند
- ارنست به مدرسه می‌رود
- اسلم دانک ارنست
- ارنست به آفریقا می‌رود
- ارنست در ارتش